# Robert Kołodziej
Robert Marek Kołodziej (ur. 1970 r. w Częstochowie) – polski historyk, specjalizujący się w biografistyce, historii nowożytnej Polski, a także historii parlamentaryzmu polskiego; nauczyciel akademicki związany z Uniwersytetem Wrocławskim.

## Życiorys
Urodził się w 1969 roku w Częstochowie, w której spędził swoje dzieciństwo oraz wczesną młodość. Ukończył tam Szkołę Podstawową nr 8 im. Haliny Poświatowskiej w 1984 roku, a następnie uczęszczał do Technikum Hutniczego, gdzie znajdował się w klasie o profilu: elektryczna i elektroniczna automatyka przemysłowa. Szkołę średnią zakończył w 1989 roku uzyskaniem tytułu zawodowego technika oraz pomyślnie zdanym egzaminem maturalnym. Następnie kształcił się w Studium Nauczycielskim w Gliwicach, kończąc je w 1991 roku zdobyciem kwalifikacji zawodowych nauczyciela techniki.
Wkrótce potem zdał egzaminy wstępne na Uniwersytet Wrocławski i rozpoczął studia dzienne na kierunku historia, zakończone magisterium. Przeprowadził się do Wrocławia kontynuując studia doktoranckie. W 2001 roku uzyskał stopień naukowy doktora nauk humanistycznych w zakresie historii na podstawie pracy pt. Niedoszły sejm z 1637 roku, której promotorem była prof. Stefania Ochmann-Staniszewska. Wraz z tym tytułem otrzymał posadę adiunkta w Zakładzie Historii Polski i Powszechnej od XVI do XVIII wieku w Instytucie Historycznym Uniwersytetu Wrocławskiego.
W 2015 roku uzyskał stopień doktora habilitowanego nauk humanistycznych w zakresie historii o specjalności historia nowożytna Polski i powszechna, na podstawie rozprawy nt. "Ostatni wolności naszej klejnot". Sejm Rzeczypospolitej za panowania Jana III Sobieskiego.

## Dorobek naukowy
Zainteresowania naukowe Roberta Kołodzieja koncentrują się wokół problematyki związanej z historią okresu nowożytnego (XVI-XVIII wieku), ze szczególnym uwzględnieniem biografistyki oraz parlamentaryzmu polskiego. Do jego najważniejszych publikacji należą:
- Pierwszy sejm z 1637 roku, Toruń 2003.
- Rzeczpospolita między okcydentalizmem a orientalizacją, Toruń 2009.
- Ustrój, polityka, kultura. Studia ofiarowane Profesor Stefanii Ochmann-Staniszewskiej Wrocław 2011; współredaktor: Jerzy Maroń.